# Bileavînți, Buceaci
Bileavînți (în ucraineană Білявинці) este un sat în comuna Stari Petlîkivți din raionul Buceaci, regiunea Ternopil, Ucraina.

## Demografie
Componența lingvistică a localității Bileavînți
     Ucraineană (99,52%)
Conform recensământului din 2001, majoritatea populației localității Bileavînți era vorbitoare de ucraineană (99,52%), existând în minoritate și vorbitori de alte limbi.